# Abd al-Karim Kasim
Abd al-Karim Kasim (ur. 1914, zm. 9 lutego 1963) – nacjonalistyczny iracki wojskowy, który przejął władzę w roku 1958 w drodze zamachu stanu, likwidując tym samym iracką monarchię. Rządził krajem jako premier aż do swojego upadku i śmierci w 1963 roku.
W czasie rządów Kasima, powszechnie tytułowano go az-za‘im, czyli „wodzem”.

## Życiorys

### Młodość i przebieg kariery
Ojciec Abda al-Karima Kasima należał do sunnickiego odłamu muzułmanów. Pochodził z rodziny arabskiej. Zmarł wkrótce po narodzeniu się syna podczas I wojny światowej, gdy służył jako żołnierz w armii tureckiej. Matka Kasima była szyitką, córką kurdyjskiego rolnika z Bagdadu.
Gdy Kasim ukończył szósty rok życia, jego rodzina przeniosła się do Suwarji, niewielkiego miasteczka nad Tygrysem, a następnie, w roku 1926 – do Bagdadu. Kasim był wyśmienitym uczniem; podczas nauki w szkole średniej otrzymywał stypendium rządowe. Po ukończeniu edukacji w roku 1931 nauczał w szkole podstawowej w Szamijja (od 22 października 1931 do 3 września 1932). Później został przyjęty do Szkoły Wojskowej. W roku 1934 ukończył ją ze stopniem podporucznika. Później uczęszczał do Szkoły al-Arkan (sztabu irackiego) i zakończył ją z wyróżnieniem (stopniem A) w grudniu 1941 roku. W 1951 ukończył kurs oficerski w Wielkiej Brytanii.
W ramach szkolenia wojskowego brał udział w tłumieniu walk plemiennych w rejonie Środkowego Eufratu w roku 1935. Uczestniczył również w wojnie angielsko-irackiej w maju 1941 roku oraz w wojnie w Kurdystanie w 1945 roku. Brał także udział w irackiej interwencji wojskowej w czasie konfliktu arabsko-izraelskiego (od maja 1948 do czerwca 1949 roku). W końcowej fazie tej operacji, dowodził batalionem należącym do I Brygady, który stacjonował w rejonie Kafar Qasem, na południe od Kalkiliji. W latach 1956–1957 – podczas kryzysu sueskiego służył wraz ze swoją brygadą w Al-Mafrak w Jordanii. Do roku 1957 Kasim objął kierownictwo nad kilkoma opozycyjnymi ugrupowaniami, które powstały na łonie armii.
14 lipca 1958 Kasim oraz jego zwolennicy wykorzystali manewry wojskowe zaplanowane przez rząd jako okazję do przejęcia militarnej kontroli nad Bagdadem i obalenia monarchii. W trakcie puczu zginęło kilku członków irackiej rodziny królewskiej oraz ich bliskich krewnych, włącznie z Nurim as-Sa’idem.

### Rewolucja 14 lipca
Pucz był przygotowywany przez ruch Wolnych Oficerów, ale jego realizacją zajęli się głównie Kasim oraz pułkownik Abd as-Salam Arif. Kasima zainspirowała rewolucja egipska z roku 1952 oraz konsekwencje zawarcia Paktu Bagdadzkiego w 1955 i nacjonalizacja Kanału Sueskiego i związana z nią interwencja mocarstw.
Rewolucja została zainicjowana gdy jordański król Husajn, w obawie przed rozprzestrzenieniem się „antyzachodniego” przewrotu w Libanie na Jordanię, poprosił o wsparcie rząd iracki. Jednak zamiast maszerować w stronę Jordanii, pułkownik Arif poprowadził swój batalion do Bagdadu, gdzie natychmiast ogłosił powstanie nowej republiki oraz koniec starego reżimu. W szerszym kontekście historycznym rewolucja 14 lipca stanowiła kulminację serii powstań oraz prób zamachu stanu, które zapoczątkował w roku 1936 pucz Bakra Sidkiego. Do ważnych wydarzeń, które miały miejsce w międzyczasie, zaliczyć można m.in.: wojskowy ruch Raszida Alego z 1941 roku, powstanie Wathba w 1948 oraz protesty z lat 1952 i 1956. Rewolucja 14 lipca nie napotkała praktycznie żadnego oporu.
Książę Abd al-Ilah postanowił nie opierać się siłom, które okrążyły królewski pałac Rihab, w nadziei, że dzięki ugodowej postawie uzyska pozwolenie na opuszczenie kraju. Dowódca batalionu Gwardii Królewskiej, pułkownik Taha Bamirni, nakazał swoim podwładnym zawieszenie broni.
14 lipca 1958 członkowie rodziny królewskiej: król Fajsal II, książę Abd Allah, księżna Hijam – żona Abd al-Ilaha, księżna Nafisa – matka Abd al-Ilaha oraz księżna Abadija – ciotka króla wraz z kilkoma służącymi, zostali zaatakowani, gdy opuszczali pałac. Kiedy wyszli na dziedziniec, kapitan Abd as-Sattar As Sab' – uczestnik puczu dowodzonego przez pułkownika Kasima, rozkazał im odwrócić się w stronę murów pałacu, a następnie strzelał do nich. Król Fajsal II oraz księżna Hijam odnieśli rany. Król zmarł w drodze do szpitala. Księżną Hijam uratowano, ponieważ w szpitalu nie rozpoznano jej jako członkini rodziny królewskiej. Później wyemigrowała ona do Arabii Saudyjskiej, gdzie zamieszkiwała jej rodzina, a następnie udała się do Egiptu i przebywała tam aż do swojej śmierci.
Kasim zaplanował obalenie monarchii, proklamowanie republiki, opracowanie demokratycznej konstytucji i wdrożenie demokratycznych instytucji władzy, uznanie praw mniejszości narodowych, w tym Kurdów, opuszczenie paktów wojskowych, usunięcie zagranicznych baz militarnych z terytorium kraju, walkę z imperializmem, walkę z feudalizmem i wyzwolenie osobiste chłopów, bliską współpracę z innymi państwami arabskimi, w tym poparcie Palestyńczyków w walce o ich własne państwo i przyjęcie programu panarabskiego.

#### Kasim premierem
Abd al-Karim Kasim pełnił urząd premiera od lipca 1958 r. do lutego 1963 r. Choć społeczeństwo domagało się radykalnych przemian w kraju, jednak w rządzie znaleźli się przede wszystkim zwolennicy umiarkowanych reform. Teki w rządzie Kasima otrzymali przedstawiciele Narodowej Partii Demokratycznej, Partii Baas i Partii Niepodległości, jak również wojskowi, nie zaproszono natomiast do niego polityków Demokratycznej Partii Kurdystanu (choć wśród ministrów byli etniczni Kurdowie) ani komunistów. W odróżnieniu od Wolnych Oficerów egipskich, ich iraccy odpowiednicy nie utworzyli Rady Rewolucyjnych Dowódców, co rozczarowało część wysokich stopniem oficerów. Równocześnie członkowie sprzysiężenia objęli stanowiska dowódcze w poszczególnych oddziałach. Osobnym organem władzy była trzyosobowa Rada Suwerenności. Skład obydwu organów władzy odzwierciedlał skład etniczny i religijny Iraku. Dwuizbowy parlament został zlikwidowany. Rozwiązano Federację Iracko-Jordańską proklamowaną w lutym 1958 jako przeciwwagę dla egipsko-syryjskiej Zjednoczonej Republiki Arabskiej. Formalnie nie zalegalizowano partii politycznych, ale w początkowej fazie istnienia Republiki Irackiej rząd nie przeszkadzał im w prowadzeniu działalności.
Objął też stanowisko premiera oraz ministra obrony, tymczasem pułkownik Abd as-Salam Arif został zastępcą premiera i ministrem spraw wewnętrznych. We dwóch stali się najważniejszymi osobistościami irackiej sceny politycznej i skupili w swoich rękach zarówno władzę wykonawczą, jak i ustawodawczą. Muhammad Nadżib ar-Rubaji został prezydentem Iraku, jednak jego stanowisko miało bardzo ograniczone znaczenie polityczne.
Dwa tygodnie po rewolucji ogłoszona została konstytucja Iraku na mocy której kraj stał się republiką z islamem jako religią państwową; został uznany za część narodu arabskiego. Nie ustanowiono urzędu prezydenckiego, lecz zachowano kolektywne sprawowanie obowiązków głowy państwa przez Radę Suwerenności. Władza ustawodawcza i wykonawcza pozostały w kompetencji rady ministrów (z tym że ustawy musiały być zatwierdzane przez Radę Suwerenności). Konstytucja głosiła równość wszystkich obywateli irackich wobec prawa i przyznała im wolność niezależnie od rasy, narodowości, języka czy religii. Rząd zwolnił więźniów politycznych i objął amnestią Kurdów, którzy uczestniczyli w powstaniach kurdyjskich w latach 1943-1945. Przebywający na wygnaniu Kurdowie powrócili do kraju i zostali uroczyście powitani przez rząd republikański.
W przeciwieństwie do większości wyższych wojskowych irackich, Kasim nie wywodził się z tradycji sunnickiej, rozpowszechnionej w miastach na północnym zachodzie kraju i nie podzielał ich entuzjazmu wobec koncepcji panarabizmu; pochodził z sunnicko-szyickiej rodziny z południowo-wschodniego Iraku. Dlatego możliwość utrzymania się Kasima przy władzy zależała od umiejętnego balansu pomiędzy komunistami i panarabistami. Przez większość okresu swojego urzędowania, przeciwwagę dla wzrastającego trendu panarabistycznego w armii uzyskiwał poprzez wspieranie komunistów, kontrolujących ulice. Usankcjonował utworzenie komunistycznej milicji, Ludowej Siły Oporu, a poza tym zwolnił wszystkich komunistycznych więźniów.

### Walki w szeregach władzy

#### Walka między Kasimem a Arifem

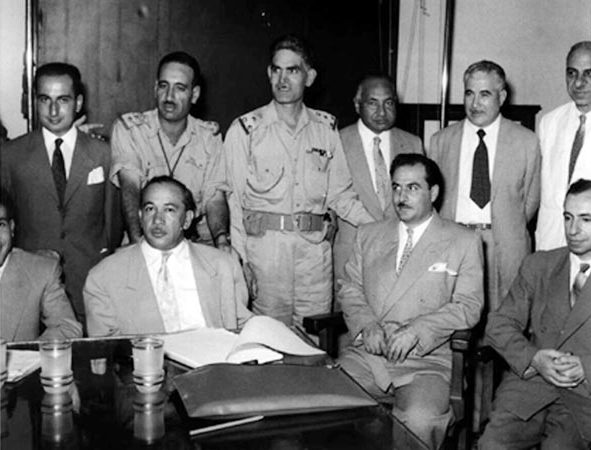
Przywódcy rewolucji irackiej

Pomimo wspólnej przeszłości wojskowej członkowie ugrupowania Wolnych Oficerów, które przeprowadziło rewolucję 14 lipca, było nękane przez wewnętrzne waśnie. Jego członkom brakowało spójnej ideologii oraz efektywnej struktury organizacyjnej. Wielu spośród starszych oficerów armii irackiej nie chciało przyjmować orderów nadawanych przez Arifa, który wobec nich był niższy stopniem. Podłożem walki o władzę pomiędzy Kasimem i Arifem była kwestia przystąpienia Iraku do związku egipsko-syryjskiego – Arif był zwolennikiem zjednoczenia natomiast Kasim jako zagorzały nacjonalista był zwolennikiem zupełnej niezależności Iraku – a także odmienne poglądy (poglądy Kasima określane były jako niezależny nacjonalizm o lewicowym charakterze a poglądy Arifa były baasistowskie). Kasim rozwiązał Unię Arabską z Jordańskim Królestwem Haszymidów, wielu panarabistów uważało, że umożliwi to realizacje pomysłów Arifa.
Arif, sympatyzujący z polityką egipskiego prezydenta Nasera, cieszył się poparciem partii Baas, której to sympatykiem pozostawał. Tymczasem Kasim, jako sceptyk zawierania sojuszu, znalazł zwolenników w szeregach komunistów. Kasim, jako polityk bardziej doświadczony i ceniony w wojsku, ostatecznie wyszedł ze sporu zwycięsko. Arif został zdymisjonowany, a następnie postawiony przed sądem za zdradę stanu i skazany na karę śmierci w roku 1959. Później, w grudniu 1962 r., został ułaskawiony. Po dymisji Arifa w lutym 1959 rząd Kasima przeszedł rekonstrukcję. Z ministerstw usunięto polityków aktywnych w czasach monarchii (chociaż byli oni wtedy w opozycji, a przewrót 14 lipca poparli); niektórzy z nich sami zrezygnowali ze stanowisk, nie chcąc zostać oskarżonymi o działanie przeciwko rządowi (spotkało to m.in. gen. al-Kilaniego). Na ich miejsce weszli działacze lewicowi.
W październiku 1959 działacze Partii Baas zorganizowali nieudany zamach na Kasima, który został w nim jedynie raniony. Wydarzenie to skłoniło go do dalszego zaostrzenia represji wobec opozycji. Przed specjalnym trybunałem osądzono też polityków związanych z obaloną monarchią i uczestników spisków przeciwko nowemu rządowi. W 1959 doszło do kilku prób obalenia rządu, podejmowanych przez oficerów, którzy dla doraźnych celów posługiwali się hasłami panarabskimi i prospołecznymi. Do pierwszego takiego buntu doszło w marcu 1959 w Mosulu, zbuntowane oddziały zostały powstrzymane przez siły rządowe i aktywistów lokalnej partii komunistycznej. Bunt ten wsparła Zjednoczona Republika Arabska. W maju 1959 do rządu Kasima weszła pierwsza w historii Iraku kobieta, komunistka Naziha ad-Dulajmi.
Wkrótce potem Kasim wycofał Irak z prozachodniego Paktu Bagdadzkiego i nawiązał przyjazne stosunki ze Związkiem Radzieckim, Chinami i wieloma państwami regionu. Irak unieważnił traktat o wzajemnej obronie oraz obustronne gwarancje z Wielką Brytanią. Ponadto Kasim wycofał się z porozumienia zawartego ze Stanami Zjednoczonymi za czasów monarchii (obowiązującego od roku 1955), dotyczącego wojskowości, uzbrojenia oraz wyposażenia a USA na krótko po rewolucji rozważały nawet bezpośrednią interwencję w kraju. Pogorszyły się też stosunki z krajami Bliskiego Wschodu nastawionymi wówczas prozachodnio (były to Turcja, Iran i Arabia Saudyjska). 30 maja 1959 r. ostatni brytyjscy żołnierze oraz urzędnicy wojskowi opuścili bazę Al-Habbanijja w Iraku.
W lipcu 1959 w Kirkuku starli się Turkmeni i Kurdowie. Wydarzenie to miało miejsce w czasie ogólnokrajowego zjazdu komunistów i to oni zostali przez rząd Kasima i opinię publiczną obarczeni winą za zamieszki. Po tym wydarzeniu stosunki między Iracką Partią Komunistyczną a Kasimem ostatecznie się pogorszyły.

#### Reformy
Radykalizacja rządu była widoczna od lutego 1959. W gospodarce wprowadził centralne planowanie, którym kierowało odpowiedzialne za nie ministerstwo. Wśród wydatków państwa najważniejsze miejsce zajmowały odtąd inwestycje w budownictwo mieszkaniowe, rozwój rolnictwa, służbę zdrowia, oświatę i opiekę społeczną.
Rząd domagał się aneksji Kuwejtu. Przyczynił się również do reformy rolnej w 1958 r. wzorowanej na egipskim eksperymencie z 1952 r. Na mocy postanowień reformy prywatny majątek rolny nie mógł przekraczać 250 ha (jeśli pola były nawadniane sztucznie) lub 500 ha (w przypadku nawadnianych przez deszcz). Państwo przejmowało nadwyżki gruntów (za odszkodowaniem) i rozdzielało je między chłopów.
Zwolennicy Kasima uważają, że zmierzał on do poprawy sytuacji zwykłych obywateli Iraku, której domagali się oni podczas długotrwałych rządów wąskiej elity arystokratycznej. Kasim wprowadził akt nr 80, na mocy którego skonfiskował 98% gruntów należących do kontrolowanej przez Brytyjczyków Irackiej Kompanii Paliwowej. Ziemię tę przekazał ludowi. W ten sposób przyczynił się do wzrostu irackiej klasy średniej. Oprócz tego, nadzorował budowę 35 tys. mieszkań dla biedaków oraz przedstawicieli niższej klasy średniej. Najbardziej charakterystycznym przykładem tych działań oraz ich symbolem, stała się budowa nowego przedmieścia Bagdadu, nazwanego Madinat as-Sawra („miasto rewolucji”). Przedmieście to podczas rządów partii Baas przemianowano na Saddam City, a obecnie nazywane jest ono Sadr City. Kasim znowelizował konstytucję, by zwiększyć udział kobiet w życiu społecznym.
W polityce zagranicznej popierał algierskie oraz palestyńskie walki przeciwko Francji i Izraelowi.
Był zagorzałym przeciwnikiem brytyjskiej interwencji wojskowej na Bliskim Wschodzie i wielokrotnie wzywał do usunięcia zagranicznych żołnierzy. Próbował zachować równowagę polityczną przy pomocy tradycyjnych przeciwników panarabistów – nacjonalistów oraz prawicy. Aż do wybuchu wojny z frakcjami kurdyjskimi, mógł też liczyć na lojalność armii.
Reformy dotyczyły także sfery obyczajowej. Rząd rewolucyjny zrównał prawa kobiet przy dziedziczeniu, ograniczył poligamię i zabronił małżeństw dzieci.

#### Iran i rewolty kurdyjskie
Kasima obwinia się za utorowanie drogi do wojny iracko-irańskiej. 18 grudnia 1959 r. wydał on następujące oświadczenie:
„Nie zamierzamy odwoływać się do historii plemion arabskich, osiadłych w rejonie Ahwazu oraz Chorramszahru. Imperium Osmańskie przekazało Iranowi Chorramszahr, który stanowił część terytorium irackiego”.
Po tym oświadczeniu, Irak zaczął wspierać ruchy secesjonistyczne w irańskim Chuzestanie, a nawet, podczas najbliższego szczytu Ligi Arabskiej, bezskutecznie wnosił roszczenia terytorialne względem tego regionu.
W trakcie rządów Kasima doszło również do konfrontacji z mniejszością kurdyjską. Rząd uznał Kurdów za „jeden z dwóch narodów irackich”. Podczas kadencji Kasima, społeczność kurdyjska mianowała Mustafę Barzaniego swoim pełnomocnikiem w rozmowach z rządem. Dostrzegał on sprzyjające okoliczności do ogłoszenia niepodległości Kurdystanu.
Po okresie względnego spokoju, kwestia kurdyjskiej autonomii (samorządności bądź niepodległości) pozostała niezałatwiona, co spowodowało niezadowolenie Kurdów, a w dalszej perspektywie – rebelię w roku 1961.

### Przewrót i śmierć

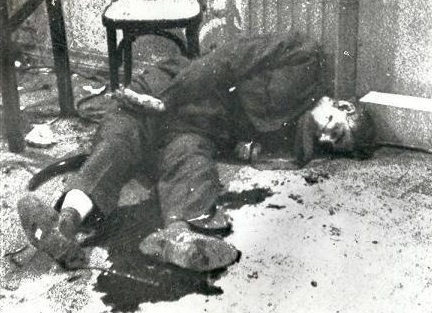
Ciało rozstrzelanego Kasima

Kasim został obalony podczas puczu zorganizowanego przez partię Baas w dniu 8 lutego 1963 r. Zamach stanu został zainspirowany obawą przed rosnącymi wpływami komunistów oraz kontrolą paliwowego sektora gospodarki przez państwo. Uważano, że przewrót wspierany był przez rząd brytyjski oraz amerykański wywiad CIA.
Proces sądowy przeciwko Kasimowi trwał krótko i zakończył się wyrokiem śmierci. Wkrótce potem zapis egzekucji byłego premiera został opublikowany, by udowodnić śmierć Kasima, w którą początkowo wielu Irakijczyków nie mogło uwierzyć. W związku z tym inicjatorzy zamachu odwołali się do pomocy telewizji prezentując ciało premiera po egzekucji:
„Każdej nocy powtarzali ten makabryczny punkt programu. Ciało było posadzone na fotelu w studiu. Wokół niego krążył żołnierz, dotykając jego różnych części. Od czasu do czasu kamera pokazywała sceny ze zniszczonego gmachu Ministerstwa Obrony, gdzie urzędował Kasim – tam można było dostrzec zmasakrowane ciała ochrony Kasima... Później następował powrót do studia i dokładne pokazywanie wszystkich dziur po kulach. Cała ta makabryczna sekwencja kończyła się sceną, która musiała na długo pozostać w pamięci widzów: żołnierz chwytał zwisającą głowę premiera, zbliżał się do niej i spluwał na nią”.
W czasie walk w dniach od 8 do 10 lutego 1963 roku zginęło co najmniej 5 tys. Irakijczyków. Wielu z poległych padło ofiarą „polowania na komunistów”. Tymczasem partia Baas oszacowała swoje straty personalne na ok. 80 osób.
W lipcu 2004 zwłoki Kasima zostały odkryte w Bagdadzie przez zespół reporterów związanych z Radiem Didżla.